# ひるかラ
ひるかラは、NBCラジオで2018年4月2日から2023年3月31日まで放送されていたラジオ番組。2021年9月までの番組名はひるかラ!MIX（ひるかラ!ミックス）。

## 概要
NBCラジオは『満腹ワイド ラジDONぶり』→『情報コンビニ 午後ですよ』→『情報コンビニ 午後ゴGO!!』まで4時間ワイドのうち前半2時間を長崎と佐賀のスタジオを繋いで放送し、後半2時間は長崎で番組を継続、佐賀は一部改題（『別腹ワイド サガDONぶり』→『情報コンビニ 佐賀ですよ』）したうえでオリジナル番組を展開していた。
前番組『こっとん』ではその二元中継が廃止されたうえ、放送時間が1時間短くなった。そのためか、佐賀では木・金のみ『こっとん Iスタジオ』を差し替えて放送していたが、2018年3月30日をもって終了。同年4月2日から本番組がスタートし、1年ぶりに長崎と佐賀との二元中継が復活した。
二元中継故、午後ゴGO以前と同様に、時折「リスナーから佐賀のパーソナリティは長崎に通って放送していると勘違いされた」という話題が出ることがある。ただし翌2019年頃から、月曜が祝祭日の場合は、德丸が長崎に出張して佐々野と顔を合わせて放送することが恒例になっている。また、火曜が祝祭日の場合は、諸岡も同様に長崎に出張していた。2020年6月にラジオ佐賀が「コムボックス佐賀駅前」へ移転した直後には、それを記念して同月22日-26日にかけて佐賀発のみの放送とされた為、その逆のパターンで当時の長崎担当である佐々野・栗原が佐賀へ出向いている。
もともと番組名の「MIX」は長崎のスタジオからの放送と佐賀のスタジオからの放送を混ぜることから来ていた。ところが2021年10月1日、radikoの配信エリアが佐賀県にも拡大し、各県別のオリジナル編成がなくなったことから『ひるかラ』に改題することとなり、パーソナリティーも増員・細分化された。
2023年4月より当該時間帯で、JRNキー局のTBSラジオ制作の生ワイド番組である『こねくと』（月 - 木曜）と『金曜ワイドラジオTOKYO えんがわ』（金曜）をネットすることが発表され、本番組の終了が決定した。

## パーソナリティー
2021年10月～現在
| パーソナリティ | 長崎スタジオ                                                            | 佐賀スタジオ |
| -------------- | ----------------------------------------------------------------------- | ------------ |
| 月             | 佐々野宏美                                                              | 德丸英器     |
| 火             | 吉原ゆかり                                                              | 諸岡彩       |
| 水             | HIROMI（佐々野宏美） （水曜日はSATORUに合わせて、HIROMIと表記している） | SATORU       |
| 木             | 谷口亜純                                                                | 諸岡彩       |
| 金             | 栗原優美                                                                | 田代奈々     |

2018年4月～2021年9月
| パーソナリティ | 長崎スタジオ | 佐賀スタジオ                                      |
| -------------- | ------------ | ------------------------------------------------- |
| 月             | 佐々野宏美   | 阿部かおり（～2018年5月）→德丸英器（2018年7月～） |
| 火             | 佐々野宏美   | 諸岡彩                                            |
| 水             | 佐々野宏美   | 古川愛子                                          |
| 木             | 栗原優美     | かくもとしほ                                      |
| 金             | 栗原優美     | 田代奈々                                          |

## 放送時間
- 月曜 - 金曜 13:00 - 15:50（2018年4月2日 - 2020年3月27日）
- 月曜 - 金曜 13:00 - 15:35（2020年3月30日 - 2023年3月31日）

## タイムスケジュール
- 13:00 - オープニング
- 13:40 - (月)フラワーアクロスのフラワーメール
- 13:50 - NBCラジオ50ニュース
- 14:00 - (月)生島淳・スポーツを聞く、(火)新さんの果物畑 （水）SATORUのおとあそび
- 14:05 - 天気予報
- 14:10 - (第1・3木)野中税理士の税務コンサルティング、(月1回金)にわかdeさがスキ
- 14:40 - (火以外)スキッピーリポート。(水)こどものきもち、(金)トヨタ街角ステーションとして放送。この時間以外(火曜のこの時間を含む)に臨時で中継が入ることもある
- 14:50 - NBCラジオ50ニュース
- 15:00 - (金)オトナのお誕生日おめでとう
- 15:07 - ジャパネットたかたラジオショッピング
- 15:15 - キーワードクイズ・クイズミュージックボックス
- 15:30 - エンディング

## スタジオ
長崎：新社屋1スタジオ（2021年11月1日までは、Lスタジオ）
佐賀：JA佐賀駅前スタジオ